# Štefan Hadalin
Štefan Hadalin, slovenski alpski smučar, * 6. junij 1995. 
Hadalin je nekdanji alpski smučar, ki je tekmoval predvsem v slalomu in alpski kombinaciji. Deset sezon je nastopal v svetovnem pokalu in najboljšo uvrstitev dosegel 22. februarja 2019 s tretjim mestom v alpski kombinaciji v Banskem. Nastopil je na Olimpijskih igrah 2018 in treh svetovnih prvenstvih, kjer je leta 2019 dosegel vrhunec kariere s srebrno medaljo v alpski kombinaciji.

## Kariera
Je nekdanji mladinski svetovni prvak v alpski kombinaciji in državni prvak v slalomu in alpski kombinaciji. V svetovnem pokalu je debitiral 8. marca 2014 na Pokalu Vitranc, kjer je v veleslalomu odstopil. Prvo uvrstitev med dobitnike točk je dosegel 17. januarja 2016, ko je na slalomu v Wengnu osvojil 26. mesto. 15. januarja 2017 je na istem prizorišču svoj najboljši rezultat v slalomu izboljšal na 15. mesto.
Svojo najboljšo uvrstitev je dosegel na slalomu v Saalbachu 20. decembra 2018 - 8. mesto.. 
Januarja 2012 se je Hadalin udeležil zimskih mladinskih olimpijskih iger, kjer je v slalomu zasedel peto mesto in v super kombinaciji sedmo. Leto kasneje je na evropskem zimskem olimpijskem festivalu v Romunskem mestu Brasov kjer je osvojil zlato medaljo v slalomu. Po tem je začel tekmovati predvsem na dirkah FIS, pa tudi v evropskem pokalu in se leta 2014 udeležil mladinskega svetovnega prvenstva v Jasni, ki je končal brez uspeha. Na naslednjem mladinskem svetovnem prvenstvu v Hafjellu je osvojil oba superveleslaloma in srebrno medaljo v kombinaciji. Nekaj tednov kasneje je bil okronan za dvakratnega slovenskega državnega prvaka v slalomu in kombinaciji . 
Hadalin je v svetovnem pokalu debitiral 8. marca 2014 v veleslalomu v Kranjski Gori . Potem ko je dvakrat tesno zgrešil točke, se je januarja 2016 prvič uvrstil med 30. najboljših na slalomu Wengen, točk pa zaradi pomanjkanja časa ni osvojil. Decembra istega leta kot 23. je uspel v kombinaciji Santa Caterina . Druge vrhunske rezultate je dosegel z uvrstitvama 20 in 15 v slalomih Adelboden in Wengen. Na svetovnem prvenstvu v St. Moritzu začel je na štirih tekmovanjih. V slalomu je v drugi vožnji dosegel najhitrejši čas in zasedel 10. mesto. 

### 2019: Prve stopničke in medalja na SP

#### Svetovno prvenstvo v alpskem smučanju 2019
11. februarja 2019 je na kombinacijski tekmi na svetovnem prvenstvu v Areju osvojil srebrno medaljo in naslov svetovnega podprvaka. To je bil njegov (do sedaj) največji uspeh v karieri.

#### Prve stopničke
V Banskem, 22. februarja 2019 je Hadalin s 3. mestom dosegel sploh prve stopničke v svetovnem pokalu za moško alpsko smučanje v kombinaciji.

### 2024
1. februarja 2024 je napovedal konec športne kariere.

## Svetovni pokal

### Dosežki v svetovnem pokalu
| Sezona | Discipline | Discipline      | Discipline | Discipline | Discipline     | Discipline | Discipline  |
| Sezona | Starost    | Skupni seštevek | Slalom     | Veleslalom | Supervelelalom | Smuk       | Kombinacija |
| 2017   | 21         | 93              | 35         | —          | —              | —          | 34          |
| 2018   | 22         | 79              | 33         | 40         | —              | —          | —           |
| 2019   | 23         | 45              | 16         | —          | —              | —          | 18          |
| 2020   | 24         | 54              | 20         | 44         | —              | —          | 33          |
| 2021   | 25         | 40              | 22         | 29         | —              | —          | 17          |

### Stopničke
| Št. | Stopničke v svetovnem pokalu | Stopničke v svetovnem pokalu | Stopničke v svetovnem pokalu | Stopničke v svetovnem pokalu | Stopničke v svetovnem pokalu | Stopničke v svetovnem pokalu | Stopničke v svetovnem pokalu |
| Št. | Sezona                       | Datum                        | Prizorišče                   | Disciplina                   | Uvrstitev                    |                              |                              |
| 1   | 2019                         | 22. februar 2019             | Bansko, Bolgarija            | kombinacija                  | 3                            |                              |                              |

## Svetovno prvenstvo v alpskem smučanju
| Leto                                | Veleslalom | Slalom | Kombinacija | Ekipna tekma |
| ----------------------------------- | ---------- | ------ | ----------- | ------------ |
| SP 2017 Švica - Saint-Moritz        | 28.        | 10.    | 28.         | 9.           |
| SP 2019 Švedska - Åre               |            |        | Srebrna     | —            |
| SP 2021 Italija - Cortina d'Ampezzo | 16.        | 7.     |             |              |

  
Legenda :
- — : Štefan Hadalin ni nastopal v smuku in superveleslalomu.

## Zimske olimpijske igre
| Leto                              | Slalom   | Veleslalom | Kombinacija |
| --------------------------------- | -------- | ---------- | ----------- |
| ZOI 2018 Južna Koreja - Pjongčang | odstopil | 21.        | 8.          |

Legenda :
- — : Štefan Hadalin ni nastopal v smuku in superveleslalomu.